# Liste des préfets de Maine-et-Loire
Liste des préfets du département de Maine-et-Loire depuis la création de la fonction. Le siège de la préfecture est à Angers.

## ConsulatetPremier Empire
| Période              | Période       | Identité                       | Fonction précédente | Observation |
| -------------------- | ------------- | ------------------------------ | ------------------- | --- |
| 8 germinal an VIII   |               | Pierre Montault-Desilles       |                     | |
| 19 ventôse an XI     |               | Hugues Nardon                  |                     | |
|                      |               | Jérôme-Joseph Jullien de Jully |                     | préfet par intérim |
| 14 fructidor an XIII |               | Marc Antoine Bourdon de Vatry  |                     | |
| 12 février 1809      | non installé  | Jean-François Merlet           | Préfet de la Vendée | Il refuse. Nommé préfet de la Roer, il refusé encore nommé président de la commission du magistrat du Rhin à Strasbourg |
| 18 février 1809      | 10 avril 1809 | Jean-André Delafargue          |                     | conseiller de préfecture, préfet par interim                                                                            |
| 10 avril 1809        |               | Patrice-Frédéric Hely d’Oissel |                     | |

## Préfets de laPremière Restauration(1814-1815)
| Période         | Période | Identité                                                           | Fonction précédente | Observation |
| --------------- | ------- | ------------------------------------------------------------------ | ------------------- | ----------- |
| 20 juillet 1814 |         | Hervé Louis François Jean Bonaventure Clérel, comte de Tocqueville |                     |             |

## Préfets desCent-Jours
| Période      | Période | Identité                 | Fonction précédente | Observation |
| ------------ | ------- | ------------------------ | ------------------- | ----------- |
| 3 avril 1815 |         | Jean-Baptiste Galeazzini |                     |             |

## Préfets de laSeconde Restauration(1815-1830)
| Période         | Période | Identité                                                  | Fonction précédente | Observation               |
| --------------- | ------- | --------------------------------------------------------- | ------------------- | ------------------------- |
| 24 juillet 1815 | 1823    | Stanislas Catherine Alexis de Blocquel de Croix de Wismes |                     | Préfet de la Haute-Vienne |
| 27 juin 1823    | 1826    | Martin de Puiseux                                         |                     |                           |
| 2 décembre 1826 |         | Paul Frotier, comte de Bagneux                            |                     |                           |

## Préfets de la monarchie de Juillet (1830 - 1848)
| Période         | Période | Identité                             | Fonction précédente | Observation |
| --------------- | ------- | ------------------------------------ | ------------------- | ----------- |
| 10 août 1830    |         | Claude-Hyacinthe-Félix de Barthélémy |                     |             |
| 16 janvier 1834 |         | Prosper Gauja                        |                     |             |
| 5 juin 1840     |         | Guillaume Bellon                     |                     |             |

## Préfets et commissaires du gouvernement de la Deuxième République (1848-1851)
| Période         | Période | Identité                         | Fonction précédente | Observation |
| --------------- | ------- | -------------------------------- | ------------------- | ----------- |
| 27 février 1848 |         | Grégoire Bordillon               |                     |             |
| 22 août 1849    |         | Jean Olympie Bouquet, dit Besson |                     |             |

## Préfets du Second Empire (1851-1870)
| Période          | Période | Identité                         | Fonction précédente | Observation |
| ---------------- | ------- | -------------------------------- | ------------------- | ----------- |
| 11 mai 1850      |         | Paul Louis Marie Athanase Vallon |                     |             |
| 13 novembre 1857 |         | Léopold Bourlon de Rouvre        |                     |             |
| 16 octobre 1865  |         | Eugène Poriquet                  |                     |             |

## Préfets de la Troisième République (1870-1940)
| Période           | Période          | Identité                     | Fonction précédente       | Observation                         |
| ----------------- | ---------------- | ---------------------------- | ------------------------- | ----------------------------------- |
| 5 septembre 1870  |                  | Henri Allain-Targé           |                           |                                     |
| 5 octobre 1870    |                  | Maurice Engelhard            |                           |                                     |
| 25 mars 1871      |                  | Baron Léon Le Guay           |                           |                                     |
| 17 juin 1873      |                  | Jules Merlet                 |                           |                                     |
| 17 juin 1876      |                  | Baron de Reinach             |                           |                                     |
| 16 décembre 1877  |                  | Abdon Bechade                |                           |                                     |
| 12 janvier 1880   |                  | Louis Assiot                 |                           |                                     |
| 26 janvier 1881   |                  | Eugène Schnerb               |                           |                                     |
| 1er mai 1882      |                  | A. Jabouille                 |                           |                                     |
| 26 avril 1885     | 11 novembre 1886 | Nelson-Chierico              |                           |                                     |
| 11 novembre 1886  | 8 janvier 1890   | Charles Marie Joseph Bardon  | Préfet de la Haute-Savoie | Nommé préfet du Puy-de-Dôme         |
| 8 janvier 1890    |                  | Hermann Ligier               |                           |                                     |
| 16 novembre 1895  |                  | Albert Delpech               |                           |                                     |
| 24 septembre 1900 |                  | André de Joly                |                           |                                     |
| 5 septembre 1904  |                  | Alfred Marie                 |                           |                                     |
| 1er décembre 1905 |                  | Henri Bouffard               |                           |                                     |
| 14 février 1906   |                  | Olivier Bascou               |                           |                                     |
| 13 janvier 1908   |                  | Cruchon-Dupeyrat             |                           |                                     |
| 10 juin 1909      |                  | Georges Tallon               |                           |                                     |
| 25 mars 1911      |                  | Georges Reboul               |                           |                                     |
| 2 mars 1912       |                  | David Dautresme              |                           |                                     |
| 7 février 1914    |                  | Alfred Lasserre              |                           |                                     |
| 7 juillet 1914    |                  | Edmond Fabre                 |                           |                                     |
| 23 novembre 1917  |                  | Paul Bouju                   |                           |                                     |
| 15 janvier 1919   |                  | Charles Valette              |                           |                                     |
| 10 avril 1920     |                  | Henry Borromee               |                           |                                     |
| 16 mars 1922      |                  | Gustave Lambry               |                           |                                     |
| 10 octobre 1924   |                  | Georges Remyon               |                           |                                     |
| 2 mars 1926       | 13 février 1927  | Louis Gustave Joseph Mathieu | Préfet du Tarn            | Nommé préfet du département d'Alger |
| 6 janvier 1928    |                  | Henry Mouchet                |                           |                                     |
| 16 novembre 1932  |                  | Bollart                      |                           |                                     |
| 21 janvier 1933   |                  | Raymond Fourcade             |                           |                                     |
| 10 avril 1934     |                  | Myrtil Stirn                 |                           |                                     |
| 10 octobre 1938   |                  | Pierre Ancel                 |                           |                                     |

## Préfets deVichy(1940-1944)
| Période         | Période | Identité        | Fonction précédente | Observation       |
| --------------- | ------- | --------------- | ------------------- | ----------------- |
| 16 août 1940    |         | Jean Roussillon |                     | (préfet régional) |
| 6 décembre 1941 |         | Pierre Daguerre |                     | (préfet délégué)  |
| 1er août 1943   |         | Charles Donati  |                     | (préfet régional) |
| 1er août 1943   |         | Michel Sassier  |                     | (préfet délégué)  |

## Préfets et commissaires de la République duGPRFet de la Quatrième République (1944-1958)
| Période            | Période | Identité                  | Fonction précédente | Observation                    |
| ------------------ | ------- | ------------------------- | ------------------- | ------------------------------ |
| 10 août 1944       |         | Michel Debré dit Jacquier |                     | (commissaire de la république) |
| 10 août 1944       |         | Michel Fourré-Cormeray    |                     |                                |
| 1er avril 1945     |         | Alain Savary              |                     | (commissaire de la république) |
| 11 mai 1945        |         | Henri Piton               |                     |                                |
| 21 janvier 1946    |         | Georges Bernys            |                     |                                |
| 1er septembre 1947 |         | Louis Feyfant             |                     |                                |
| 21 juillet 1949    |         | Jean Morin                |                     |                                |

## Préfets de la Cinquième République (depuis 1958)
| Période            | Période          | Identité            | Fonction précédente                        | Observation                                                                  |
| ------------------ | ---------------- | ------------------- | ------------------------------------------ | ---------------------------------------------------------------------------- |
| 21 août 1958       |                  | Raymond Vivant      |                                            |                                                                              |
| 1er septembre 1964 |                  | René Jannin         |                                            |                                                                              |
| 1er février 1968   |                  | André Vimeney       |                                            |                                                                              |
| 1er juillet 1973   |                  | Pierre Beziau       |                                            |                                                                              |
| 24 novembre 1975   |                  | Jean-Marie Robert   |                                            |                                                                              |
| 19 avril 1982      |                  | Louis Morel         | préfet hors cadre                          |                                                                              |
| 28 mars 1985       |                  | Alain Orhel         |                                            |                                                                              |
| 15 juillet 1986    |                  | Guy Pigoullie       |                                            |                                                                              |
| 11 août 1986       |                  | Henri Coury         |                                            |                                                                              |
| 26 juillet 1989    |                  | Jean Anciaux        |                                            |                                                                              |
| 22 octobre 1990    |                  | Michel Desmet       | Préfet des Pyrénées-Atlantiques            |                                                                              |
| 28 juin 1993       |                  | Bernard Boucault    |                                            |                                                                              |
| 11 août 1997       |                  | Bernard Hagelsteen  |                                            |                                                                              |
| 5 mai 1999         |                  | Jean-Michel Berard  |                                            |                                                                              |
| 8 novembre 2001    |                  | Jacques Barthélémy  |                                            |                                                                              |
| 16 janvier 2004    | 9 décembre 2004  | Michel Cadot        |                                            |                                                                              |
| 16 décembre 2004   | 25 mai 2008      | Jean-Claude Vacher  |                                            | passe à la retraite                                                          |
| 27 juin 2008       |                  | Marc Cabane         |                                            |                                                                              |
| 25 novembre 2009   |                  | Richard Samuel      |                                            |                                                                              |
| 1er août 2012      |                  | François Burdeyron  |                                            |                                                                              |
| 30 septembre 2015  | juillet 2017     | Béatrice Abollivier | Préfète de la Charente-Maritime            | Nommée préfète de Seine-et-Marne                                             |
| 28 juillet 2017    | avril 2019       | Bernard Gonzalez    | Préfet de Vaucluse                         | Nommé Préfet des Alpes-Martimes                                              |
| 7 mai 2019         | 28 octobre 2020  | René Bidal          | Haut commissaire de la Polynésie française | Nommé au Conseil supérieur de l’appui territorial et de l’évaluation (CSATE) |
| 23 novembre 2020   | 6 septembre 2023 | Pierre Ory          | Préfet des Vosges                          | Nommé Préfet de Seine-et-Marne                                               |
| septembre 2023,    |                  | Philippe Chopin     | Préfet du Puy-de-Dôme                      |                                                                              |